# المكتبة العصرية
المكتبة العصرية هي دار نشر ومكتبة لبنانية تأسّست في مدينة صيدا عام 1892، وتُعد من أقدم دور النشر في لبنان والعالم العربي. نالت جائزة أفضل دار نشر عربية لعام 2018 ضمن فعاليات معرض الشارقة الدولي للكتاب، تقديرًا لدورها الثقافي والتربوي في نشر الفكر العربي والإسلامي.

## النشأة والتأسيس
أسس عبد الرحمن الأنصاري المكتبة العصرية عام 1892 لبيع الكتب والقرطاسية، وكانت آنذاك المكتبة الوحيدة في جنوب لبنان وجزء من جبل لبنان. في عام 1905، بدأت المكتبة نشاطها في نشر الكتب. بعد وفاته عام 1928، تابع المسيرة ابنه شريف عبد الرحمن الأنصاري.

## التوسّع الثقافي
بعد الحرب العالمية الثانية، وسّعت المكتبة أنشطتها بشكل كبير، وبرزت بدورها الريادي في:
- نشر الفكر الإسلامي والعربي
- طباعة ونشر وتوزيع مؤلفات كبار الكتّاب والمحققين
- إحياء التراث الأدبي والفلسفي والتاريخي واللغوي والديني

من أبرز منشوراتها:
- مؤلفات عباس محمود العقاد
- كتاب «جامع الدروس العربية» للشيخ مصطفى الغلاييني، أحد أبرز مراجع النحو والصرف في العصر الحديث.

## الدار النموذجية والمطبعة
في عام 1961، أسس شريف الأنصاري دارًا جديدة باسم الدار النموذجية للطباعة والنشر، التي تخصصت في إصدار:
- الكتب المدرسية
- الكتب الجامعية
- كتب الأطفال

بعد وفاته عام 1986، أسس أبناؤه شركة:
«أبناء شريف الأنصاري للطباعة والنشر والتوزيع»، التي تضم:
- المكتبة العصرية للطباعة والنشر
- الدار النموذجية للطباعة والنشر
- المطبعة العصرية
- المكتبة العصرية
- الطباعة الرقمية (Digital Printing Copy Center)

## الطباعة الرقمية والتوسع الحديث
في عام 2012، تم تأسيس قسم الطباعة الرقمية (Digital Printing Copy Center) لتقديم خدمات الطباعة التجارية، والتصميم، والتغليف، والطباعة للطلاب والمؤسسات.

## الفروع
للمكتبة العصرية أربعة فروع في لبنان:
1. السوق التجاري – صيدا (الفرع الرئيسي)
2. دوّار القدس – صيدا
3. بوليفارد الدكتور نزيه البزري – صيدا
4. كورنيش المزرعة – بيروت (بناية الصبّاغ)

كما تقع المطبعة العصرية في مبنى شركة أبناء شريف الأنصاري في بلدة كفرجرّة – صيدا على الطريق العام المؤدي إلى جزين.

## الجوائز
- 🏆 جائزة أفضل دار نشر عربية – معرض الشارقة الدولي للكتاب 2018

المصدر: جريدة الأخبار